# Medzibrodie nad Oravou
Medzibrodie nad Oravou (slowakisch bis 1927 nur „Medzibrodie“; ungarisch Medzibrogy) ist eine Gemeinde in der Nord-Mitte der Slowakei mit 626 Einwohnern (Stand 31. Dezember 2024), die im Okres Dolný Kubín innerhalb des Žilinský kraj und zugleich in der traditionellen Landschaft Orava liegt.

## Geographie
Die Gemeinde befindet sich am linken Ufer der Orava, an der Mündung des Pucovský potok in den Fluss, im Bergland Oravská vrchovina. Das Ortszentrum liegt auf einer Höhe von 514 m n.m. und ist sieben Kilometer von Dolný Kubín entfernt.
Nachbargemeinden sind Oravský Podzámok im Norden, Pribiš im Osten, Pucov im Südosten, Bziny im Süden und Dolný Kubín (Stadtteil Kňažia) im Westen.

## Geschichte
Der Name Medzibrodie bedeutet wörtlich „Zwischenfurt“ und weist auf die einst vorhandene Furt durch die Orava hin.
Archäologische Untersuchungen im Jahr 1982 ergaben Überreste einer befestigten Siedlung in der Hallstattzeit. Der heutige Ort wurde zum ersten Mal 1357 schriftlich erwähnt und galt damals als nach walachischem Recht organisiertes Untertanen-Dorf im Herrschaftsgebiet der Arwaburg am rechten Ufer der Orava. Überlieferte historische Namen sind unter anderen Medzbrode (1420), Medzibrogy (1474), Meczybrogh (1547) Medzibrodie (1625) und Medzibrod (1786). 1624 hatte die Ortschaft ungefähr 110 Einwohner und wurde in der Zeit der Kuruzenaufstände verwüstet. Nach einem verheerenden Hochwasser im Jahr 1813 entschied sich man für den Wiederaufbau am linken Ufer der Orava. 1827 richtete ein Brand große Schäden an. 1828 zählte man 87 Häuser und 720 Einwohner, die als Landwirte, Viehhalter und Steinmetze beschäftigt waren.
Bis 1918 gehörte der im Komitat Arwa liegende Ort zum Königreich Ungarn und kam danach zur Tschechoslowakei beziehungsweise heute Slowakei.

## Bevölkerung
| Jahr                | 1994 | 2004    | 2014     | 2024     |
| ------------------- | ---- | ------- | -------- | -------- |
| Anzahl der Personen | 416  | 438     | 503      | 626      |
| Unterschied         |      | +5,28 % | +14,84 % | +24,45 % |

| Jahr                | 2023 | 2024    |
| ------------------- | ---- | ------- |
| Anzahl der Personen | 610  | 626     |
| Unterschied         |      | +2,62 % |

Gemäß der Volkszählung 2011 wohnten in Medzibrodie nad Oravou 475 Einwohner, davon 469 Slowaken sowie jeweils ein Pole und Tscheche. Ein Einwohner gab eine andere Ethnie an und drei Einwohner machten keine Angabe zur Ethnie.
463 Einwohner bekannten sich zur römisch-katholischen Kirche und ein Einwohner bekannte sich zu einer anderen Konfession. Sieben Einwohner waren konfessionslos und bei vier Einwohnern wurde die Konfession nicht ermittelt.

## Bauwerke
- römisch-katholische Jungfrauenkirche aus dem Jahr 1993